# Павлоградська загальноосвітня школа № 15
Павлогра́дська загальноосві́тня школа I—III ступені́в № 15 — україномовний навчальний заклад І-III ступенів акредитації у місті Павлоград Дніпропетровської області.

## Загальні дані
Павлоградська загальноосвітня школа I—III ступенів № 15 розташована за адресою: вул. Кирила Синельникова, 2, місто Павлоград (Дніпропетровська область)—51400, Україна.
Директор закладу — Таран Лілія Василівна, вчитель початкової школи вищої категорії, вчитель-методист.
Мова викладання — українська.

## Історія
Середня загальноосвітня школа побудована за типовим проєктом 224-1-491.86 розпочала свою роботу 15 січня 1990 року, розрахована на 1170 учнів.

## Сучасність
Матеріальна база: комп'ютерний клас, актовий та два спортивні зали, спортмайданчик, кімната народознавства «Світлиця», кабінети психолога і логопеда, бібліотека.
Працюють учителів 39, з них: учителів-методистів — 8; старших учителів — 9; учителів вищої категорії — 20.
У школі працюють гуртки: весела палітра, хореографічний, спортивної гімнастики, іноземної мови, вокальний.
У 2008—2009 навчальному році школа брала участь в обласному конкурсі «Заклад культури здоров'я» і посіла перше місце.
Мета закладу культури здоров'я: навчити школярів відповідальному ставленню до власного здоров'я, здоров'я оточуючих, як до найвищих індивідуальних та суспільних цінностей, об'єднати зусилля педагогічного колективу, медичних працівників, батьків для реалізації права дітей і підлітків на збереження та зміцнення фізичного і психічного здоров'я.